# Scenopinus halteralis
Scenopinus halteralis är en tvåvingeart som beskrevs av Frey 1936. Scenopinus halteralis ingår i släktet Scenopinus och familjen fönsterflugor.
Artens utbredningsområde är Kanarieöarna. Inga underarter finns listade i Catalogue of Life.